# Antoinette Guédy
 (mai 2015).
Si vous disposez d'ouvrages ou d'articles de référence ou si vous connaissez des sites web de qualité traitant du thème abordé ici, merci de compléter l'article en donnant les références utiles à sa vérifiabilité et en les liant à la section « Notes et références ».
Antoinette Guédy est une comédienne française, née le 27 septembre 1927 à Paris (France) et morte le 12 août 2013  dans la même ville. Elle est la petite-fille du poète Pierre Guédy (ami de jeunesse de Paul Léautaud) et de la poétesse-comédienne Jeanne Dortzal, la fille de l'écrivain Pierre Guédy et de la danseuse Jacqueline Chaumont, nièce de la chanteuse-comédienne Davia.

## Biographie

### Théâtre
Très jeune, elle monte sur les planches au Théâtre de la Monnaie et à la Comédie-Française. Elle devient assistante au Théâtre de l'Œuvre. Intégrée à la Comédie de l'Ouest à Rennes, devenue Théâtre national de Bretagne, puis à la compagnie dramatique L'Équipe, installée au Théâtre Valhubert, elle rejoint enfin, en 2000, le Théâtre du Nord-Ouest pour y interpréter les grands rôles du répertoire (dans Richard III, Tartuffe, etc.). Elle est nommée vice-présidente de la Scène française. L'amitié la lia aussi bien à Edwige Feuillère qu'à Alain Feydeau.
À la fin de sa vie, elle triomphe dans la création de Jonas de Christian Morel de Sarcus, qui en fait son égérie théâtrale. Elle meurt brutalement trois mois après la dernière. Son rôle sera repris par Bérengère Dautun de la Comédie-Française.

### Danse
Parallèlement à sa carrière théâtrale, elle reprend le cours de danse, ouvert par sa mère, Jacqueline Chaumont (qui créa le Mozart de Sacha Guitry en 1923) et, auprès de son amie intime, Olga Stens, célèbre professeur de la danse de caractère, dirigera le Ballet légendaire de l'Île-de-France, engagée par la Compagnie Paquet pour les croisières du Mermoz, organisant une tournée mondiale qui la conduira jusqu'au Japon en 1974.

## Hommages
Médaillée de la Ville de Paris, ses funérailles sont célébrées dans le chœur de l'église Saint-Roch, paroisse des artistes, en présence de nombreuses personnalités.
Un hommage lui est rendu au Théâtre du Nord-Ouest ainsi qu'au Centre national de la danse.